# Guan carablau
El guan carablau (Chamaepetes goudotii) és una espècie d'ocell de la família Cracidae que viu a les vores dels boscos humits i als vessants dels Andes, des de Colòmbia fins al nord de Bolívia.

## Morfologia
- Mesura 64 cm de longitud, de mitjana.
- El plomatge del dors és marró olivós fosc, amb el cap i el coll amb vora grisa. El bec és negre; l'iris, vermell; la cara nua i la base de la mandíbula són blaves; les potes són del color salmó.

## Alimentació
S'alimenta de fruits a la part alta i mitjana del bosc, en parella o en petits grups.

## Conservació
Està afectada per la reducció del seu hàbitat, especialment la subespècie Chamaepetes goudotii sanctaemarthae de la Sierra Nevada de Santa Marta.

## Observacions
En vols curts les ales fan un so característic.